# EXCITE (曲)
「EXCITE」（エキサイト）は、日本の歌手、三浦大知の楽曲。三浦の21枚目のシングルとして2017年1月18日にSONIC GROOVEから発売された。

## 背景
21stシングルとなる本作品は、仮面ライダー生誕45周年記念作品『仮面ライダーエグゼイド』（テレビ朝日系列）の主題歌として制作された。
三浦は幼少時から『仮面ライダーV3』をはじめとする特撮番組に親しんでおり、ダンスを始めたきっかけにもなっている。
本作品を制作する前に、三浦は『仮面ライダー』ファンである甥に、自身の曲でどの曲が好きかを尋ねたところ、「I’m On Fire」と「Cry & Fight」が好きだと返された。
甥の反応を見た三浦は、子供向け番組の主題歌だからと言って子供っぽくしない方がよいと考えると同時に、リフレインなどを取り入れて子供が覚えやすい曲にしようと考えた。
また、番組側のスタッフからは「仮面ライダーだからこうしてほしい」という注文はなく、むしろ「三浦さんなりのかっこいいものをつくってほしい」という注文が寄せられた。
『仮面ライダーエグゼイド』が医療とコンピュータゲームをテーマとしていたため、本作品はクールさとシリアスさに加え、チップチューンを思わせる音を組み合わせたものとなった。
作曲者の一人であるCarpainterはエイベックスのスタッフを通じて三浦に紹介され、最初にベースとなるトラックを制作した。
もう一人の作曲者である岡嶋かな多はメロディを制作したほか、ベースとなる歌詞も執筆しており、そこに三浦のアイデアなどを反映させる形で歌詞を完成させていった。
三浦は本作品の歌い方について「AメロおよびBメロは内に秘めた感情を表現するため、少しクールなニュアンスで歌った。それが、サビでビッグバンが起きるみたいにはじけるイメージになった」とジョイサウンドとのインタビューの中で説明しており、「曲の世界観に染まることで自然とそのような歌い方になったので、レコーディングで悩むことはなかった」と振り返っている。

## リリース
本作のシングルは、CD+DVD（MUSIC VIDEO盤）、CD（CD ONLY盤）、CD+玩具（数量限定生産盤A / 主題歌入りオリジナルライダーガシャット）、CD+玩具（数量限定生産盤B / バトルソング入りオリジナルライダーガシャット）の4形態で2017年1月18日に発売された。
CD発売に先駆け、2016年9月15日からスタートした「DAICHI MIURA LIVE TOUR 2016 (RE)PLAY」にて初披露され、「仮面ライダーエグゼイド」放送開始日の2016年10月2日には「テレビオープニングサイズ」の音楽配信がされた。

## ミュージックビデオ
概要
本作品のミュージックビデオは、“三浦大知ばっかり”というコンセプトの下で制作された。複数の三浦が登場するというアイデアは「Delete My Memories」でも用いていたことから、それと区別化する目的で、本作品のミュージックビデオでは「触れ合う」という動作が取り入れられた。振り付けは三浦自身が考案しており、仮面ライダーの変身シーンをモチーフにした振りも導入された。
監督
二宮"NINO"大輔
振付
三浦大知
ダンサー
Oguri(S**t kingz), 50(KING OF SWAG), DAISUKE

## ライブ・パフォーマンス
本作品は2017年2月3日に『ミュージックステーション』（テレビ朝日系列）にて初披露され、仮面ライダーエグゼイドと共演した。また、初出場を果たした第68回NHK紅白歌合戦では「Cry & Fight」と共に歌唱された。

## 収録曲
| #         | タイトル                                  | 作詞                | 作曲                  | 編曲           | 時間  |
| --------- | ----------------------------------------- | ------------------- | --------------------- | -------------- | ----- |
| 1.        | 「EXCITE」                                | 岡嶋かな多 三浦大知 | Carpainter 岡嶋かな多 | UTA Carpainter | 3:06  |
| 2.        | 「EXCITE (Instrumental)」                 |                     | Carpainter 岡嶋かな多 | UTA Carpainter | 3:06  |
| 3.        | 「EXCITE (Carpainter Remix)」             |                     | Carpainter            |                | 3:57  |
| 4.        | 「EXCITE (Quarta 330’s Pixelated Remix)」 |                     | Quarta 330            |                | 3:22  |
| 合計時間: | 合計時間:                                 | 合計時間:           | 合計時間:             | 合計時間:      | 13:31 |

| #  | タイトル                 | 作詞 | 作曲・編曲 |
| -- | ------------------------ | ---- | ---------- |
| 1. | 「EXCITE –Music Video-」 |      |            |

## リミックス
本作品のシングルには作曲者であるCarpainterによる"Carpainter Remix"と、Quarta330による"Quarta 330’s Pixelated Remix"の2種類のリミックスが収録されている。このうち、"Carpainter Remix"は「Carpainter自身がDJする場でもプレイできるもの」という注文で制作されており、三浦は「すごくおしゃれでちょっとチルできる感じ」と述べている。
"Quarta 330’s Pixelated Remix"のリミキサーであるQuarta330はゲームボーイをはじめとするゲーム機の音を採り入れたダブステップの制作で知られており、『仮面ライダーエグゼイド』のテーマの一つである「コンピュータゲーム」にも共通するとして、複数のリミックス候補から選ばれた経緯を持つ。三浦は「構成が変えられて再構築に近いが、現代的でさすがだと思った」と述べている。

## 収録アルバム
| 曲名   | 収録アルバム                         | 発売日       | 備考                  |
| ------ | ------------------------------------ | ------------ | --------------------- |
| EXCITE | 『HIT』                              | 2015年9月2日 | 6thオリジナルアルバム |
| 同     | 『BEST』                             | 2018年3月7日 | ベストアルバム        |
| 同     | 『平成仮面ライダー20作品記念ベスト』 | 2019年5月1日 |                       |

## 反響

### 売り上げ
発売初週に3.0万枚を売り上げ、1月30日付オリコン週間シングルランキング初登場1位を獲得。シングル・アルバム通じて初の首位となり、仮面ライダーのタイアップ作品としても初である。また、日本レコード協会により、2017年度4月度有料音楽配信ゴールド認定を受け、2018年度2月度有料配信プラチナ認定を受けた。

### 受賞
第59回日本レコード大賞優秀作品賞受賞。

### 批評・評価
tofubeatsは"Quarta 330's Pixelated Remix"について、「日本のトラックメイカーで立体的に音を配置できる人はなかなかいないが、音が立ち上がってくるようなリミックスで、気分を高めてくれる」と評価している。

## タイアップ
EXCITE
「仮面ライダーエグゼイド」（テレビ朝日系列）主題歌

## カバー
- 砂塚あきら（富田美憂） - 『THE IDOLM@STER CINDERELLA MASTER Cool jewelries! 004』に収録。